# Le Breuil-sur-Couze
Le Breuil-sur-Couze is een gemeente in het Franse departement Puy-de-Dôme (regio Auvergne-Rhône-Alpes). De plaats maakt deel uit van het arrondissement Issoire. Le Breuil-sur-Couze telde op 1 januari 2022 1.030 inwoners.

## Geografie
De oppervlakte van Le Breuil-sur-Couze bedroeg op 1 januari 2022 5,94 vierkante kilometer; de bevolkingsdichtheid was toen 173,4 inwoners per km².

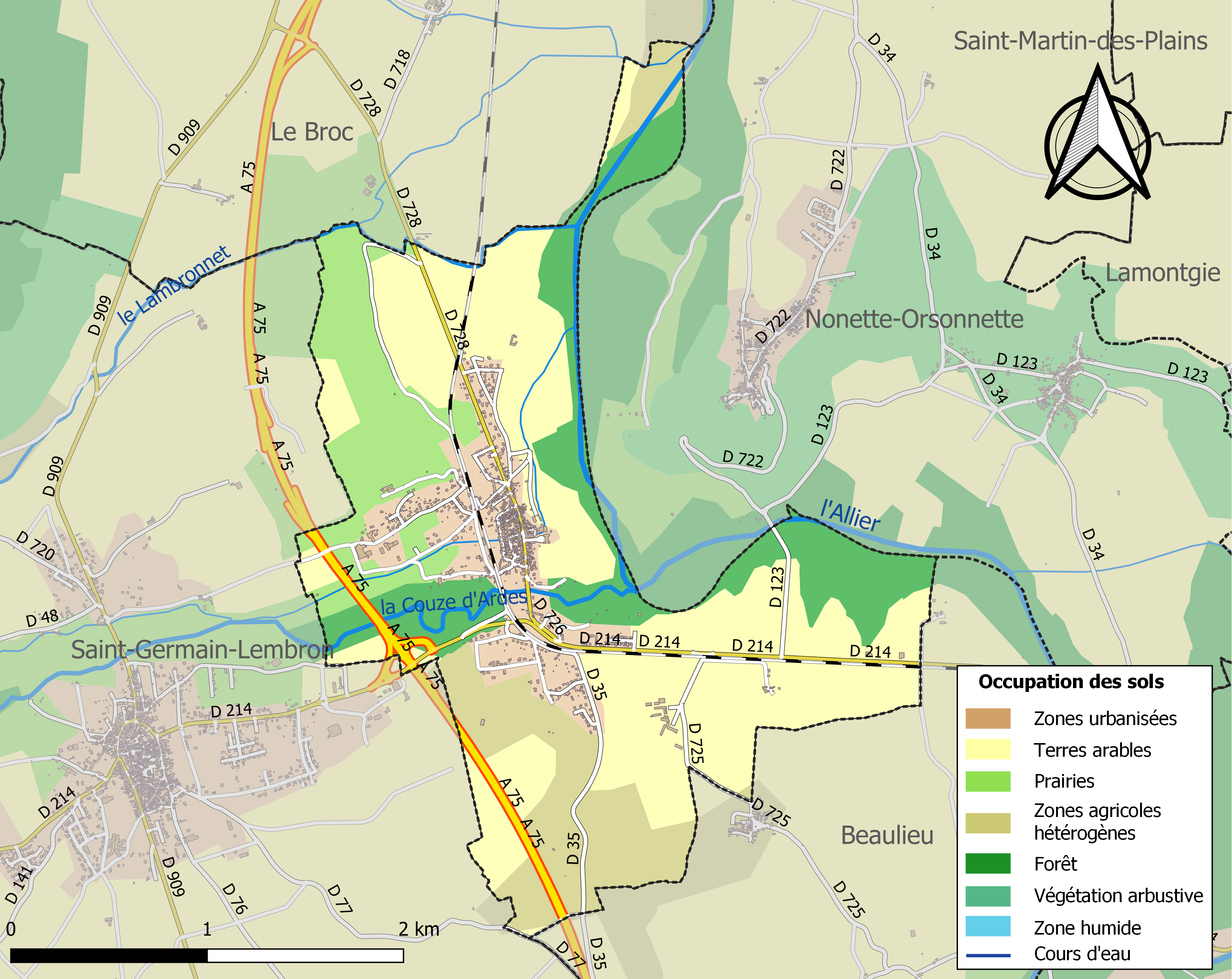
Kaart van de gemeente met belangrijkste infrastructuur, bodemgebruik en omliggende gemeenten

## Demografie
Onderstaande figuur toont het verloop van het inwonertal (bron: INSEE-tellingen).